# Kronologija Domovinskog rata: siječanj 1992.

### 1. siječnja
- Novogodišnji poziv Pape s Trga Svetog Petra u Vatikanu svijetu da Hrvatsku ne ostavi samu.[1]
- Dvije bombe i dvije rakete novogodišnja čestitka Daruvarčanima od jugosrpskog zrakoplovstva.[1]
- Lovas, selo u vukovarskoj općini pred četničkim prijetnjama napustilo pedesetak mještana.[1]
- Portugal, kao predsjedavajući EZ-a, istražio da se održavanje Mirovne konferencije o Jugoslaviji preseli iz Haaga u Bruxelles.[1]
- SAD traže od svih strana u Jugoslaviji da poštuju svoje obveze prekida vatre i započnu istinski dijalog za političko rješenje krize.[1]
- Američki kongresmen Jim Moody, u pratnji ratnog zločinca Željka Ražnatovića Arkana, obavio smotru četničkih terorističkih jedinica u Erdutu na okupiranom dijelu Hrvatske.[1]
- Pripadnici kninskog korpusa jugovojske traže za hrvatske civile na okupiranim područjima svoje vojnike i četnike.[1]
- Član Europskog parlamenta i predsjednik Transnacionalne radikalne stranke Marco Pannella, u znak podrške hrvatskom narodu, posjetio prvu crtu bojišnice kod Osijeka.[1]

### 2. siječnja
- U Sarajevu, u nazočnosti Cyrusa Vancea hrvatski ministar obrane Gojko Šušak i predstavnik jugoarmije general Andrija Rašeta potpisali sporazum o bezuvjetnom prekidu vatre, dogovoren u Ženevi 23. studenog između predsjednika Tuđmana i Kadijevića, koji stupa na snagu 3. siječnja, u 18 sati.[1]
- Neprijateljski avioni bombardirali Rijeku.[1]

### 3. siječnja
- Po prijedlogu mirovne operacije UN u Jugoslaviji, Hrvatska bi bila slobodna od JNA i srbijanskih dobrovoljaca.[1]
- Srpski neprijatelj žestoko tuče hrvatske gradove, usprkos potpisanom primirju u Sarajevu.[1]
- General zbora Antun Tus, načelnik Glavnog stožera Hrvatske vojske, naredio bezuvjetni prekid vatre, koji stupa na snagu danas u 18 sati.[1]
- Poginulo 2 907 osoba na hrvatskoj strani u ratnim sukobima, podaci su Glavnog sanitetskog stožera Republike Hrvatske za razdoblje 17. kolovoza 1990. do 3. siječnja 1992.[1]
- Najveći problem u razmjeni zarobljenika su divlji logori koje drže pod kontrolom četnici u krajini, rekao Ivica Kostović, član komisije RH za zamjenu zarobljenika.[1]
- Kod četničkog uporišta Šodolovci u Slavoniji otvorena mitraljeska vatra po europskim promatračima.[1]
- U Beogradu potpisana tzv. konvencija o novoj Jugoslaviji. Radovan Karadžić govorio o njezinom demokratskom duhu, jer je otvorena za sve one koji žele ostati u Jugoslaviji.[1]
- Srpski parlamentarac Milan Paroški nema ništa protiv nove Jugoslavije, ako je ona država srpskog naroda u kojoj žive druge narodnosti i nacionalne manjine.[1]

### 4. siječnja
- Prekid neprijateljstava u Hrvatskoj uglavnom se poštuje. Provokacija sa srpske strane ipak ima.[1]
- Ratnu luka Lora, kod Splita, najveći simbol moći bivše jugomornarice, napustila okupatorska vojska.[1]
- Predsjednik tzv. srpske republike krajine Milan Martić protivi se dolasku plavih kaciga na njegov teritorij.[1]
- Hrvatska vojska srušila do kraja prosinca samo kod Siska 35 srbijanskih zrakoplova.[1]

### 5. siječnja
- Od petka u 18 sati, kada je nastupilo primirje, mir prekršen 84 puta, rekao na pregovorima u Zagrebu s jugoarmijom, hrvatski predstavnik general Imra Agotić.[1]
- Profesorica Oxfordskog sveučilišta dr Kathleen Willks, svjedok agresije jugovojske na Dubrovnik i Hrvatsku, otputovala iz Dubrovnika u Englesku.[1]

### 6. siječnja
- U okupiranom Vukovaru još ima hrvatskih boraca, kažu branitelji koji su se izvukli iz srbijanskog obruča.[1]
- Vjernicima pravoslavne vjeroispovijesti čestitao Božić dr. Franjo Tuđman.[1]
- U Beogradu velika pozornost dana skupu nazvanom Konvencija o novoj Jugoslaviji.[1]
- Prosvjed 1.000 rezervista u Požarevcu protiv ponovnog odlaska na ratište u Hrvatsku.[1]
- Boutros Ghali smatra da još nije dosegnuto potrebno mirotvorno okružje za plave kacige. Ipak Ghali tvrdi da će odmah poslati 50 vojnih promatrača.[1]

### 7. siječnja
- Migovi JA srušili helikopter EZ-a. Tom prilikom ubijeno pet europskih promatrača. U srušenom helikopteru bila četiri talijanska i jedan francuski promatrač.[1]
- Jugoslavenska armija priznala rušenje helikoptera EZ i naredila istragu.[1]
- Predsjednik Republike Hrvatske dr. Tuđman uputio brzojav sućuti šefu Promatračke misije Europske zajednice u Zagrebu ambasadoru Joau Guerrau Salguierou u povodu tragične pogibije skupine članova Promatračke misije Europske zajednice, kao i pisma Cyrusu Vanceu i lordu Carringtonu.[1]
- Četnici u Češkom Selu kod Petrinje zarobili 12 časnika Europske promatračke misije.[1]
- Sela na okupiranom području karlovačke općine, prema iskazima vojnih prebjega, pljačkaju crnogorski rezervisti pristigli iz Nikšića.[1]
- Sinjani uputili zahtjev 9. korpusa Jugoslavenske armije u Kninu da dozvoli pregled ispravnosti brane na Peruči.[1]

### 8. siječnja
- Delegacija republikanskih zastupnika u američkom Kongresu u posjetu Hrvatskoj.[1]
- Predsjednik Tuđman otputovao u Bruxelles na mirovnu konferenciju o Jugoslaviji.[1]
- Vijeće sigurnosti UN oštro osudilo rušenje helikoptera s promatračima UN.[1]
- Veljko Kadijević, jugoslavenski sekretar za narodnu obranu, podnio ostavku. Do izbora novog sekretara, tu dužnost obavljat će general-pukovnik Blagoje Adžić.[1]

### 9. siječnja
- Priznanje Hrvatske i Slovenije svršena stvar - zaključak nastavka mirovne konferencije u Bruxellesu. Milošević pokušao novim manevrom odgoditi priznanje, proglasivši Europsku zajednicu pristranom i zatražio da se mirovna konferencija o Jugoslaviji preseli u UN.[1]
- Predsjednik Sabora Republike Hrvatske dr. Žarko Domljan nazočan na pogrebu članova europske promatračke misije iz Italije - Enza Venturinija, Marca Natta, Silvana Natale i Fiorenza Ramaccija - koje je 7. siječnja pokraj Varaždina ubio pilot MIG-a 21 srpske vojske.[1]
- Četnici u okupiranom selu Cicvare, na granici šibenske i benkovačke općine, u noći na 7. siječnja, proslavljajući pravoslavni Božić, masakrirali nedužnu staricu Milku Cicvaru.[1]
- Aktivnosti Promatračke misije EZ privremeno obustavljene nakon rušenja njihova helikoptera.[1]
- Let je bio najavljen i ne vjerujem da je helikopter EZ-a srušen pogreškom, izjavio donedavni predstavnik Promatračke misije Ed Koestal.[1]
- Belgijski diplomat Hans Kint bio u drugom spašenom helikopteru promatrača EZ-a pukim slučajem. U tu letjelicu prešao za vrijeme uzimanja goriva sat vremena prije ubilačkog napada MIG-a jugovojske na helikopter EZ.[1]

### 10. siječnja
- Nakon šest mjeseci obrane Nuštra gotovo da u selu nema cijele kuće. Nuštar je meta svakodnevnih napada jugovojske i četnika od 10 srpnja 1991.[1]
- Časnici JA pred televizijskim kamerama priznali da u Hrvatskoj pljačkaju sve do čega stignu.[1]

### 11. siječnja
- Diverzanti JA zadavili Cristiana Würtenberga, švicarskog državljanina, po profesiji novinara, koji je dobrovoljno pristupio u redove Hrvatske vojske.[2]
- Europska misija prisiljena demantirati laži jugovojske. Let srušenog helikoptera bio im je najavljen - izjavio glasnogovornik promatračke misije EZ Jao da Silva.[2]
- Pilot JA znao da ruši helikopter - zaključak istražne komisije talijanskog Ministarstva obrane.[2]
- Novi zločin okupacijske JA - maljutkama gađan samostan Visovac u Dalmaciji.[2]

### 12. siječnja
- Nakon pregovora u Pečuhu između predstavnika Hrvatske vojske i JA utvrđeno da će se uspostaviti stalna veza radi brzog rješavanja svih spornih pitanja. Stalno predstavništvo JA bit će u hotelu I u Zagrebu, a moguće je otvaranje predstavništva Hrvatske u Beogradu, rekao general Imra Agotić, hrvatski pregovarač.[2]
- Van Den Broek, nizozemski ministar vanjskih poslova, u izjavi za službenu agenciju NOS, nakon ministarskog sastanka EZ-a, rekao da, prema izvješću Arbitražne komisije, Hrvatska ne zadovoljava u dovoljnoj mjeri zahtjevima za zaštitu ljudskih prava manjina.[2]

### 13. siječnja
- Četnici i pripadnici JA zapalili mjesnu crkvu u selu Maljkovu nedaleko Sinja i opljačkali imovinu tamošnjih seljaka.[2]
- Na četvoricu promatrača EZ i njihovu pratnju pri redovnoj inspekciji u Ivanjcu nedaleko Osijeka otvorena snajperska vatra iz uporišta snaga JA u Tenjskom Antunovcu.[2]
- Hrvatski ured u Washingtonu počeo koristiti usluge jedne od vodećih reklamnih agencija u SAD kako bi učinkovito širio istinu o Hrvatskoj.[2]

### 14. siječnja
- U Zagreb stigli časnici za vezu UN kao prethodnica mirovnih snaga UN.[2]
- Ravnateljica vukovarske bolnice dr. Vesna Bosanac i dr. Đuro Njavro u posjetu kod Svetog Oca.[2]
- Predsjednik Tuđman uputio pismo predsjedniku Svjetskog židovskog kongresa Edgaru Bronfmanu u kojem ga moli da pruži potporu i pomoć u svezi priznanja samostalnosti Hrvatske.[2]
- Hrvatska i Njemačka uspostavile pune diplomatske odnose - Horst Veisel, prvi ambasador Njemačke u Zagrebu.[2]

### 15. siječnja
- Hrvatska uspostavila diplomatske odnose s Njemačkom.[2]
- Hrvatsku priznali V. Britanija, Italija, Francuska, Austrija, Australija, Kanada, Španjolska, Nizozemska, Mađarska, Poljska, Belgija, Danska, Bugarska, Norveška, Švicarska, Malta.[2]
- U Beogradu sa žaljenjem primiljena obavijest da Europska zajednica pristupa priznavanju nezavisnosti pojedninih republika bivše Jugoslavije.[2]
- Arbitražna komisija EZ o Jugoslaviji zauzela stav da su granice republika bivše države zaštićene međunarodnim pravom.[2]
- Jugoslavenska armija otvorila svoj ured u zagrebačkom hotelu I.[2]

### 16. siječnja
- Stručnjaci Centra za kriminalistička vještačenja MUP-a Republike Hrvatske dokazali da je Jugoslavensko ratno zrakoplovstvo odgovorno za hladnokrvno ubojstvo petorice europskih promatrača.[2]
- Predsjednik Republike Makedonije Kiro Gligorov nada se brzom priznanju ove bivše jugoslavenske republike.[2]
- Priznanje Slovenije i Hrvatske od Europske zajednice kršenje je načela Povelje Ujedinjenih naroda i KESS-a, objavilo krnje jugoslavensko Predsjedništvo, kojim dominiraju Srbi.[2]
- Ginekolog Dušan Jović, samozvani predsjednik Općinske skupštine Gline, prema izjavama svjedoka, dirigirao zločinima na ovim područjima. Najbestijalniji zločin kojim je izravno rukovodio bio je pokolj Hrvata u selu Joševica gdje je samo u kući Marije Šiftar ubijeno troje djece u dobi od 13 do 19 godina.[2]
- Predsjedništvo Europske zajednice odbilo srpski prijedlog o tome kako nova nezavisna Hrvatska ne bi trebala uključivati teritorij izgubljen u građanskom ratu.[2]

### 17. siječnja
- Talijanski predsjednik Cossiga posjetio Hrvatsku kao prvi šef jedne države koja je priznala Republiku Hrvatsku.[2]
- Od četničkog snajpera nedaleko Antunovca kod Osijeka smrtno stradao foto-reporter agencija EPA (European Pressphoto Agency) Paul Jenks.[2]
- UNESCO šalje nove promatrače u Dubrovnik.[2]
- Izvješće međunarodne komisije koja je istraživala stanje na okupiranim područjima Hrvatske potvrđuje svirepost jugovojske.[2]

### 18. siječnja
- Savezni ministar vanjskih poslova Republike Austrije dr. Alois Mock posjetio Hrvatsku i tom prilikom razgovarao s dr. Franjom Tuđmanom, dr. Zvonimirom Šeparovićem i kardinalom dr. Franjom Kuharićem.[2]
- Austrijski generalni konzulat u Zagrebu postao Veleposlanstvo Republike Austrije u Republici Hrvatskoj.[2]
- Izvještaj neovisnih međunarodnih stručnjaka teško optužuje JA i srpske neregularne jedinice za zločine nad Hrvatima. Prikupljeni video-vrpce, fotografije, intervjui sa svjedocima i osobna zapažanja poslani u Washington, Ujedinjene narode i glavne gradove zemalja EZ-a.[2]
- Europski parlament bez rasprave odobrio Rezoluciju u devet točaka o priznanju neovisnosti Hrvatske i Slovenije od strana zemalja EZ, u kojoj se ističe da nove države ostaju u starim granicama.[2]
- Helsinška komisija Američkog kongresa pozdravila priznavanje Hrvatske.[2]

### 19. siječnja
- Crnogorsko Ministarstvo obrane iznijelo službene podatke u kojima po prvi puta priznaje da je na području Hrvatske od početka rata poginulo 86 crnogorskih vojnika a 955 ih je ranjeno.[2]

### 20. siječnja
- Iz Kraljevine Belgije stigla nota o priznavanju Republike Hrvatske.[2]
- U Pečuhu ponovo pregovori između predstavnika Hrvatske i JA. Razmatrani razlozi rušenja helikoptera Promatračke misije EZ.[2]
- Na šibenskom području sve žešći napadi okupacijske vojske i četnika. Na meti četničkih topova najčešće Dubravice, Velika Glava, područje Miljevaca, Rupe i Piramatovci.[2]
- Na dubrovačkom području stradalo 16 hotela, okupator uništio 80 posto svih plovnih objekata i najsuvremenijih autobusa turističke agencije ATLAS.[2]

### 21. siječnja
- Javno tužiteljstvo Republike Hrvatske zatražilo od nadležnog državnog tužiteljstva Jugoslavije da posreduje u pronalaženju krivca za rušenje helikoptera Europske zajednice.[3]
- U Hrvatskoj registrirano 322.745 izbjeglica.[3]
- Dubrovnik već 113 dana u neprijateljskom srpsko-crnogorskom okruženju.[3]
- Albanska vlada priznala nezavisnost Hrvatske i Slovenije.[3]

### 22. siječnja
- Sobranje Makedonije prihvatilo zakon o povlačenju predstavnika Makedonije iz bivših saveznih organa Jugoslavije.[3]
- Neuspjela srpska propaganda u Skandinaviji.[3]
- Bečki mediji sve češće upozoravaju na prijetnje srpskih terorista.[3]
- Premijer Gregurić u sjedištu UN razgovarao s ruskim ambasadorom Jurijom Voroncovom, te posjetio Svjetski židovski centar.[3]
- Predsjednik Tuđman primio dr. Roberta Lichala, drugog predsjednika austrijskog Parlamenta, kao i delegaciju Partije demokratske ljevice Italije (PDSI).[3]

### 23. siječnja
- U bivšoj zagrebačkoj vojarni Maršal Tito jugovojska ostavila eko-bombu.[3]
- Američka organizacija za zaštitu ljudskih prava Helsinki Watch uputila pismo Miloševiću i Adžiću.[3]
- Karlovački ratni vihor odnio do sada 250 života, a uz krevet prikovao 800 ranjenika. Četničko i armijsko divljanje na karlovačkom području učinilo štetu između tri i pet milijardi dolara.[3]
- Svjedočenje Tomislava Rajkovića, zarobljenog pri okupaciji Tordinaca: Susjed je prstom pokazao na nas.[3]

### 24. siječnja
- Srpski demokratski forum, na čijem se čelu nalazi dr. Milorad Pupovac, podržao plan Cyrusa Vancea.[3]
- Srbijansko čišćenje Baranje se nastavlja. Od trenutka upada jugoarmije i početka vladavine četnika, Baranju je moralo napustiti više od 35.000 osoba.[3]
- Kuće okučanskih Hrvata dignute u zrak već na samom početku rata.[3]

### 25. siječnja
- Hrvatska, Makedonija i Slovenija zatražile primanje u KESS.[3]

### 26. siječnja
- Pulska luka prvi put, od kada je Hrvatska suverena, primila na svoj dok brod Hrvatske ratne mornarice, ophodni čamac Hrvatska Kostajnica.[3]
- Nastavlja se nasilno iseljavanje Hrvata iz Vojvodine.[3]
- Iz srbijanskih zatvora i logora, oslobođeno i zamijenjeno 296 zatočenih Hrvata.[3]
- U selima skradinskog zaleđa četničkim zvjerstvima nema kraja. Prilikom topničkih napada na Skradin, dva puta pogođena i pravoslavna crkva Sv. Spiridona.[3]
- Utemeljena Hrvatska zajednica Srednja Bosna.[3]
- Četnici i JA uništili arheološko nalazište nedaleko od Prevlake kod Vinkovaca, staro više od 3.500 godina.[3]

### 31. siječnja
- Akcija Batinski mostAkcija Batinski most - 31. siječnja - Dogodilo se na današnji dan - Domovinski Rat  Arhivirana inačica izvorne stranice od 5. prosinca 2019. (Wayback Machine) (prikupljeno 5. prosinca 2019.)- neuspio pokušaj HV-a da onesposobi Batinski most na Dunavu.[3]